# Muhammad Mahmud as-Sajjid Ahmad Salim
Muhammad Mahmud as-Sajjid Ahmad Salim (Muhammad) (arab. محمد محمود السيد أحمد محمد ;ur. 1 października 2000) – egipski zapaśnik walczący w stylu klasycznym. Brązowy medalista mistrzostw Afryki w 2020. Wicemistrz Afryki juniorów w 2020 roku.